# ぷれいす東京
ぷれいす東京は、HIV/エイズに関する当事者支援、予防啓発、研究・研修活動をする非営利団体。

## 概要
特定非営利活動団体ぷれいす東京は、HIV/エイズ対策を行う日本を代表する非営利団体。HIV/エイズに関する当事者支援、予防啓発、研究・研修活動を行い、それらを基にした情報発信を行う。1994年に池上千寿子により任意団体として設立され、2000年に特定非営利活動法人として登記した。
東京を拠点に活動する団体であるが、全国各地でHIV/エイズに取り組む団体との連携も深く、全国に知見やノウハウを共有している。活動のミッションは、HIV/エイズとともに生きる人たちが、ありのままに生きられる環境（コミュニティ）を創り出すこと。英語名称は、Positive Living And Community Empowerment TOKYOで、この頭文字をとって「ぷれいす」としている。 現代表は、生島嗣氏で、第31回日本エイズ学会学術集会・総会の会長を務める。 
当事者への支援活動の実践を予防啓発活動に生かすことや、研究で得られた知見を活動の改善に役立てるなど、全体の活動を有機的に連携させており、活動範囲は多岐にわたる。
厚生労働省科学研究費補助金による研究事業を継続している。平成28年度は「地域においてHIV陽性者と薬物使用者を支援する研究」を実施。
特定非営利活動法人 日本HIV陽性者ネットワーク・ジャンププラスとともに、「HIV陽性者の視点で読み解く 長期療養時代」を公開。